# 鹿本橋
鹿本橋（しかもとばし、ししもとばし）は、新中川に架かる橋のひとつで、東岸の東京都江戸川区鹿骨六丁目と西岸の松本二丁目を結び、鹿骨街道（江戸川区道）を通す。

## 歴史
1954年（昭和29年）新中川開削工事に伴い架橋。1969年（昭和44年）歩道橋（鹿本人道橋）が上流側に設置された。
2024年（令和6年）1月9日より人道橋化に伴う工事のため、車両通行止めとなっている。

## 現橋の諸元
- 形式 – 単純プレートガーダー桁橋
- 橋長 – 118.4 m
- 支間数 – 5
- 幅員 – 8.5 m（車道：6.0 m　歩道：2.5 m）

## 現状
架橋後40余年が経過し、交通量の増加等で老朽化が進み、補修・補強が繰り返されている。
また、両岸の取付道路は急カーブしているため交通事故が発生しやすく、橋の幅員も狭いため通行の支障となっていたが、上流側に近接する都市計画道路補助第288号線と鹿骨新橋の開通により、鹿本橋の交通量は減少した。
かつて鹿本橋は路線バス（京成バス）が通っていたが、現在は鹿骨新橋を通るルートに変更された。

## 整備計画
鹿本橋は、新中川橋梁整備計画の対象橋梁だが、江戸川区の厳しい財政事情により当分は耐震補強等を施し、橋梁を維持するとしている。今後の財政状況を考慮の上で、事業化を進めていく。
整備される鹿本橋は、新中川を斜めに渡河する形で架け替えられる。これによって両岸の道路も直線化され円滑な交通に改善される。

## デザインイメージ
「水と橋の公園」をテーマに中流域の利用拠点として、河川敷と鹿骨新橋を含め水辺と一体となった整備が行われる。
鹿本橋は、ゆるやかな曲線を用い視覚的に柔らかい印象となるよう、親しみやすい公園橋としてのイメージを、花と緑をモチーフに演出される。

## 整備される橋の概略
- 形式 – 3径間連続箱桁橋
- 橋長 – 155.0m
- 最大支間長 – 52.0m
- 幅員 – 18.0m（車道：9.0m　歩道：4.5m×2）
- 事業主体 – 江戸川区
- 基本計画 – 株式会社長大

## 周辺
- 江戸川区立鹿骨小学校
- 鹿本通り
- 環七通り
- 東京都農林総合研究センター江戸川分場
- 東京都中央農業改良普及センター東部分室
- 江戸川区鹿骨区民館

## 隣の橋
- 新中川

（上流） - 松本橋 - 鹿骨新橋 - 鹿本橋 - 大杉橋 - 一之江橋 - （下流）